# Lorenzo Fortunato
Lorenzo Fortunato (Bolonha, Itália, 9 de maio de 1996) é um ciclista profissional italiano que compete com a equipa EOLO-KOMETA Cycling Team.

## Palmarés
- 2021
  - 1 etapa do Giro d'Italia[2]
  - Adriatica Ionica, mais 1 etapa

- 2023
  - Volta às Astúrias, mais 1 etapa

## Resultados em Grandes Voltas
| Corrida | Corrida         | 2019 | 2020 | 2021 | 2022 | 2023 |
| ------- | --------------- | ---- | ---- | ---- | ---- | ---- |
|         | Giro d'Italia   | —    | —    | 16.º | 15.º | 21.º |
|         | Tour de France  | —    | —    | —    | —    | —    |
|         | Volta a Espanha | —    | —    | —    | —    | —    |

—: não participa

Ab.: abandono

## Equipas
- Tinkoff (stagiaire) (2016)[1]
- Bardiani-CSF (stagiaire) (2017)[1]
- Neri Sottoli/Vini Zabù (2019-2020)
- Neri Sottoli-Selle Italia-KTM (2019)
- Vini Zabù-KTM (2020)
- EOLO-KOMETA Cycling Team (2021-)